# ブライアン・ジェイクス
ブライアン・ジェイクス（Brian Jacques、1939年6月15日 - 2011年2月5日）は、イングランドの児童文学作家。マージーサイド、リヴァプール出身。
1984年にリヴァプールにある王立盲学校で生徒たちへ朗読するために描いた作品『勇者の剣』を友人が出版社に送ったのをきっかけで1986年に47歳でデビューした。この作品はレッドウォール伝説シリーズ作品の第1作目であり、以降2011年2月の彼の死まででシリーズ21冊、死後の2011年5月にシリーズ22作目が出版された。同シリーズはカーネギー賞候補に何度も挙げられており、1999年から2001年にかけてフランスのネルバナが主体となって制作したアニメがカナダとイギリスで放送された。

## 作品
レッドウォール伝説シリーズ
- 『Redwall』(1986) - 邦題『勇者の剣』
- 『Mossflower』(1988) - 邦題『モスフラワーの森』
- 『Mattimeo』(1989) - 邦題『小さな戦士マッティメオ』
- 『Mariel of Redwall』(1991) - 邦題『海から来たマリエル』
- 『Salamandastron』(1992)
- 『Martin the Warrior』(1993)
- 『The Bellmaker』(1994)
- 『Outcast of Redwall』(1995)
- 『The Pearls of Lutra』(1996)
- 『The Long Patrol』(1997)
- 『Marlfox』(1998)
- 『The Legend of Luke』(1999)
- 『Lord Brocktree』(2000)
- 『The Taggerung』(2001)
- 『Triss』(2002)
- 『Loamhedge』(2003)
- 『Rakkety Tam』(2004)
- 『High Rhulain』(2005)
- 『Eulalia!』(2007)
- 『Doomwyte』(2008)
- 『The Sable Quean』(2010)
- 『The Rogue Crew』(2011)